# روبیدیوم-۸۲ کلرید
روبیدیوم-۸۲ کلرید (به انگلیسی: Rubidium-82 chloride) یک ترکیب شیمیایی با شناسه پاب‌کم 71357 است. 